# 亞洲雜貨
亞洲雜貨有限公司，簡稱亞洲雜貨（英語：Asia Grocery Distribution Limited, 港交所：8413）,在1975年，由黄氏家族在總部香港成立「鴻發號」。業務銷售各類食品飲料。
股份在2017年4月13日於港交所創業板上市。公開招股定價為0.21至0.29港元之間，發行股數為2.8億股，而集資額為8120萬港元，用作租賃兩個倉庫設施。

## 連結
- agdl.com.hk （页面存档备份，存于）